# Anomiopus pictus
Anomiopus pictus е вид насекомо от семейство Листороги бръмбари (Scarabaeidae).

## Разпространение
Видът е разпространен в Бразилия (Амазонас и Пара) и Перу.